# Ulei de măsline

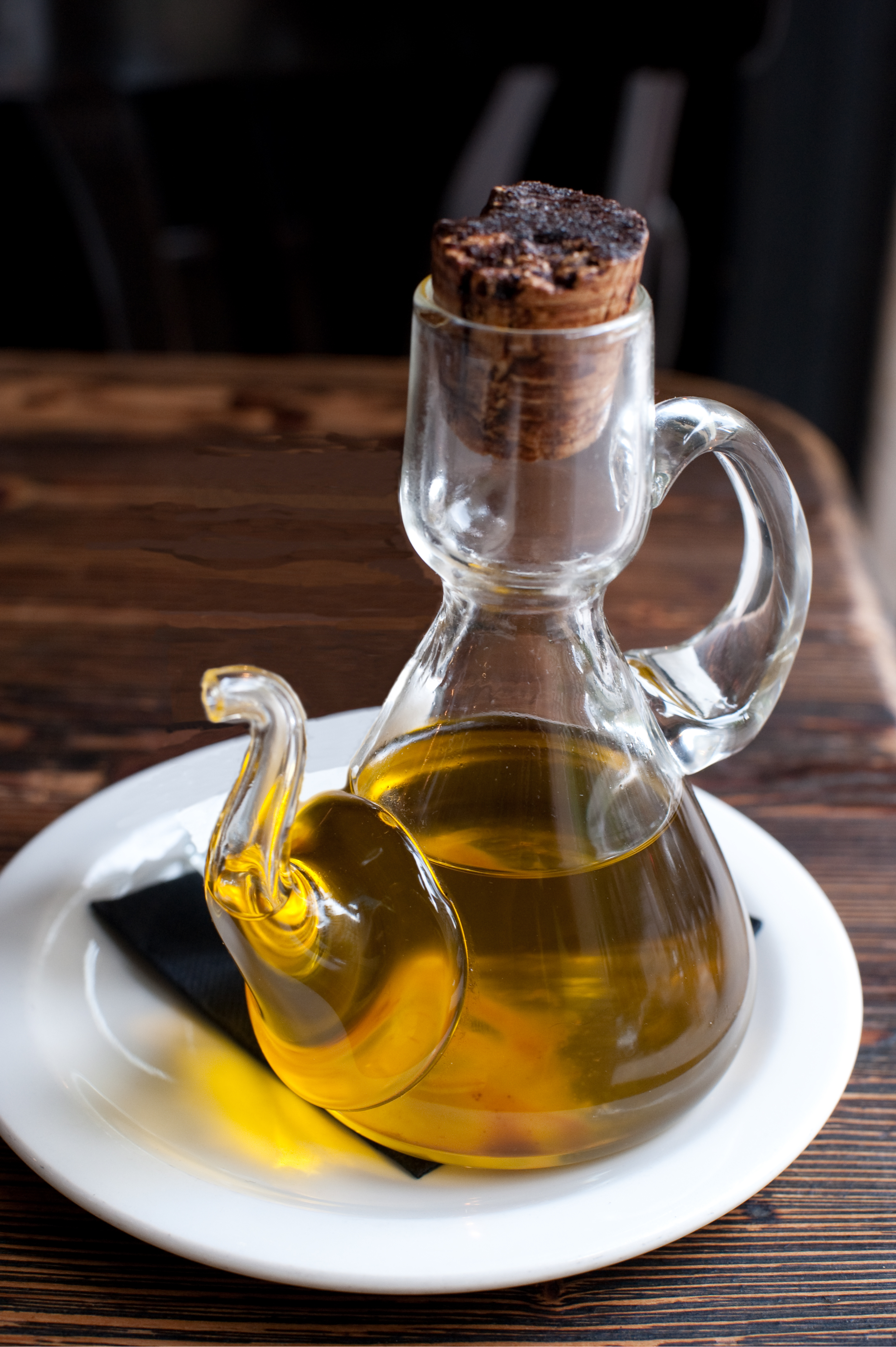
Ulei de măsline într-o sticlă cu formă tipică.

Uleiul de măsline este un ulei vegetal folosit în principal în domeniul culinar, care se extrage din fructele recent recoltate ale măslinului (Olea europaea). Este cea mai bogată sursă de grăsimi mononesaturate.  Utilizările sale sunt variate, fiind folosit la gătit, în cosmetice, medicamente și săpunuri, iar în trecut ca și ulei de lampă. Este folosit în toată lumea, dar este în majoritatea cazurilor asociat cu țările mediteraneene, în care producerea sa este o tradiție veche. 
Este considerat un aliment benefic pentru sănătate, deoarece energizează cordul și reduce colesterolul.

## Istoric
Măslinul este nativ din zona mediterană. Măslinele sălbatice au fost colectate de triburile din neolitic, din perioara mileniului 8 î.Hr.  Originea măslinului este ori Anatolia ori Grecia Antică.

## Tipuri
- uleiul de măsline pur, este un ulei obținut prin rafinare și filtrare chimică rezultând un ulei de o calitate inferioară.
- uleiul de măsline virgin, este produs fără adaos de aditivi alimentari chimici și nu are în compoziție ulei rafinat. Acest ulei are o aciditate mai mică de 2 %, astfel rezultând un gust placut.
- ulei de măsline extravirgin, este un ulei obținut la prima presare a măslinelor, fiind un ulei de o calitate foarte bună, având o aromă bună și cu o aciditate bună. Este un ulei foarte aromat fiind un ulei mai puțin procesat decât cel virgin.
- ulei de măsline presat la rece, este un ulei obținut din a doua presare când se folosește apă călduță și aburi pentru a se putea extrage tot uleiul, astfel căldura din timpul presării absoarbe aroma măslinlor.
- ulei de măsline pomace, ulei de măsline inferior, obținut din ultima presare după obținerea uleiurilor extravirgin și virgin.